# آيت لطرش (العشاشكة)
آيت لطرش هو دُوَّار يقع بجماعة لمعادنة، إقليم خريبكة، جهة بني ملال خنيفرة في المملكة المغربية. ينتمي الدوّار لمشيخة العشاشكة التي تضم 5 دواوير. يقدر عدد سكانه بـ 550 نسمة حسب الإحصاء الرسمي للسكان والسكنى لسنة 2004.

## وصلات خارجية
- البوابة الوطنية للجماعات الترابية
- المندوبية السامية للتخطيط